# Susan La Flesche Picotte
Suzanne La Flesche Picotte (17 de juny de 1865 – 18 de setembre de 1915) fou una reformadora i metgessa omaha de finals del segle xix. És reconeguda com la primera dona ameríndia llicenciada en medicina. Va fer campanya per la salut pública i per l'assignació formal i legal de les terres als membres de la tribu d'Omaha.

## Biografia
Picotte va néixer el 17 de juny de 1865, a la reserva d'Omaha, a l'est de Nebraska. La seva mare, Waoo-Winchatcha (Mary Gale), era mig francesa i mig omaha i entenia francès i anglès, però mai va parlar cap altra llengua que l'omaha. El seu pare, Joseph LaFlesche, també anomenat Iron Eye, últim cap omaha reconegut oficialment, també era mig blanc i mig omaha. Susan era la més jove de quatre noies, les seves germanes Susette (1854-1903), Rosalie (1861-1900), i Marguerite (1862-1945). També era mig germana de l'antropòleg omaha Francis Laflesche i neboda del cap ponca Standing Bear.
Després d'assistir a l'escola de la missió a la reserva, va estudiar a l'Institut Hampton, a Hampton (Virgínia), i més tard, al Col·legi Mèdic de la Dona de Pennsilvània. Es va llicenciar en març de 1889, i va tornar a Nebraska per treballar com a metgessa de la reserva.
Picotte va ser una reformadora social activa, endemés de metgessa. Va treballar per descoratjar el consum d'alcohol a la reserva, com a part del moviment de la temprança del segle xix. Picotte també va fer campanya contra la tuberculosi, com a part d'una campanya de salut pública a la reserva. També va treballar per ajudar altres omaha a sortejar la burocràcia de l'Oficina d'Afers Indígenes i rebre els diners que els devien per la venda de les seves terres.

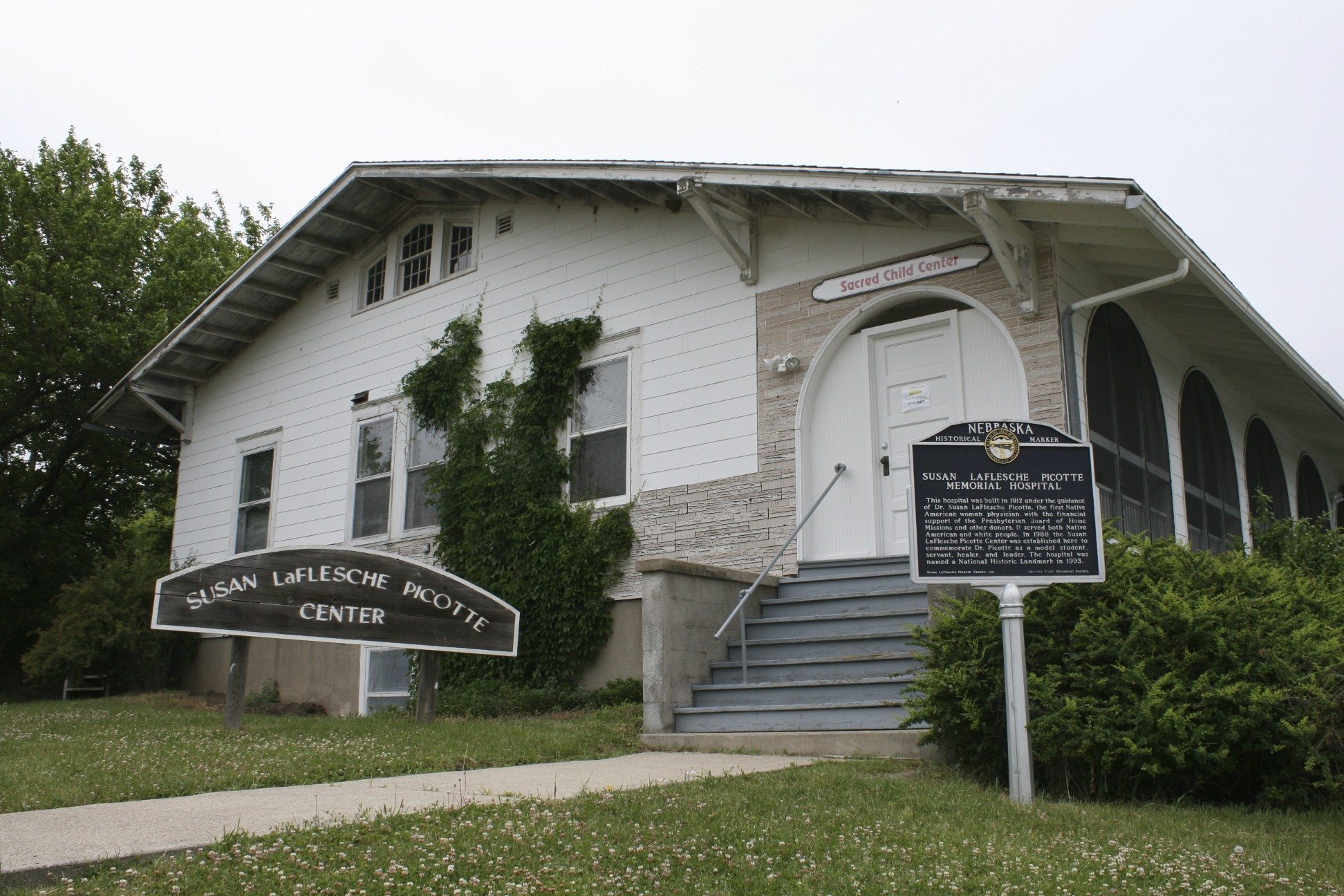
Hospital Walthill Susan La Flesche Picotte

Es va casar amb Henry Picotte el juny de 1894, i van tenir dos fills. Va morir el 18 de setembre de 1915 d'una malaltia crònica, possiblement càncer d'ossos. L'hospital de Walthill, Nebraska, ara centre comunitari, porta el seu nom.